# Rye (whisky)
 For alternative betydninger, se Rye. (Se også artikler, som begynder med Rye)
Rye eller rye whisky er en type af amerikansk whisky der primært er fremstillet af rug. Der produceres også rye whisky i andre lande end USA, men det er dog i relativt små mængder. Canada er en undtagelse, men her overholdes ikke de specielle amerikanske krav til fremstillingen (se nedenfor).

## Historie
Da europæerne kom til Nordamerika, forsøgte man at plante byg til fremstilling af alkohol, da denne kornsort var den fremherskende i Europa på dette tidspunkt. Byg havde dog svært ved at vokse i det klima, der var i de oprindelige bebyggelser. Man fandt derfor hurtigt ud af at dyrke rug i stedet, da denne kortsort håndterer store udsving i temperaturer meget bedre end byg.
Rye whisky var derfor den foretrukne type i mange år, inden bourbon overtog førertrøjen.
Efter forbudstiden i USA i 1920'erne og 1930'erne forsvandt rye whisky næsten fuldstændigt fra markedet og er først rigtigt begyndt at komme igen efter årtusindskiftet. Ifølge "Destilled Spirit Council" var rye whisky i 2017 den whiskytype, der oplevede den største vækst i USA.

## Regler for fremstilling
Reglerne for fremstilling af rye whisky er udstukket af "Alcohol and Tobacco Tax and Trade Bureau (forkortet TTB)" og er som følger:
- Kornblandingen som man destillerer ud fra skal bestå at minimum 51 % rug.
- Alkoholprocenten må maksimalt være 80 efter den sidste destillation.
- Alkoholprocenten må ikke være højere end 62,5 %, når whiskyen hældes på fade (den rå destillationsvæske blandes derfor med vand for at få procenten ned fra 80 til 62,5).
- Alkoholprocenten på den flaske, forbrugeren køber, må ikke være lavere end 40 %.
- Den rå whisky skal lagres i nye egetræsbeholdere, der er forbrændt/forkullet på indersiden. Egetræsbeholderne er altid tønder, selvom det teknisk set godt kunne være en spand eller en kasse.
- Hvis whiskyen har været lagret i mindre end fire år, skal producenten skrive hvor lang tid, den har været lagret i måneder og år.
- Hvis det færdige produkt er en blanding af flere årgange (hvilket er tilladt), og producenten skriver alder på etiketten, skal angivelsen af alderen altid være den yngste komponent. Hvis der for eksempel er brugt 99,9 % whisky, der er 20 år gammel, og 0,1 %, der er 2 år gammel, så skal der stå, at produktet er 2 år gammelt på etiketten.
- Der må kun tilsættes stoffer, der ændrer farve eller smag, hvis det ikke er en "straight whisky"